# ギャシ・ザーデス
ギャシ・ザーデス（Gyasi Zardes 、1991年9月2日 - ）は、アメリカ合衆国・カリフォルニア州ホーソーン出身のプロサッカー選手。サッカーアメリカ合衆国代表。オースティンFC所属。ポジションはFW。

## 経歴

### 初期
ロサンゼルス・ギャラクシーのアカデミーでプレーし、高校卒業後はカリフォルニア州立大学ベイカーズフィールド校に進学。

### クラブ
2012年12月、ホームグロウンプレーヤーとしてかつてユース時代を過ごしたLAギャラクシーとプロ契約を結んだ。2013年4月15日、リザーブチームの試合でプロデビュー。4月27日のレアル・ソルトレイク戦でトップチームデビュー。5月11日のバンクーバー・ホワイトキャップス戦でプロ初ゴール。
2014年12月7日のMLSカップ決勝では53分にステファン・イシザキのクロスからゴールを挙げた。アディショナルタイムにキャプテンのロビー・キーンがゴールを挙げ、5度目となる同大会優勝を果たした。2014年シーズンはリーグ6位タイ、ホームグロウンプレーヤーとしては史上最高の16ゴールを挙げた。
2018年1月20日、オラ・カマラとのトレードでコロンバス・クルーに移籍。
2022年4月22日、コロラド・ラピッズに移籍した。
2022年12月12日、オースティンFCに移籍した。

## 代表歴
2014年シーズンにおける活躍が評価され、2015年1月のチリ戦とパナマ戦で代表に初招集された。1月28日のチリ戦で68分にクリント・デンプシーと交代し代表初出場。2月8日のパナマ戦で初スタメンを飾ると、デンプシーのゴールをアシストし2-0の勝利に貢献した。2015年6月5日、オランダとのフレンドリーマッチで代表初ゴール。
2015 CONCACAFゴールドカップではグループステージのハイチ戦でデンプシーの決勝ゴールをアシスト。決勝トーナメント進出に大きく貢献した。準々決勝のキューバ戦では1ゴールを挙げ6-0の大勝に貢献した。

### 代表での得点
2021年7月29日現在
| #  | 日時           | 場所           | 相手                             | スコア | 結果 | 大会                            |
| -- | -------------- | -------------- | -------------------------------- | ------ | ---- | ------------------------------- |
| 1  | 2015年6月5日   | アムステルダム | オランダ                         | 1–1    | 4–3  | 親善試合                        |
| 2  | 2015年7月18日  | ボルチモア     | キューバ                         | 2–0    | 6–0  | 2015 CONCACAFゴールドカップ     |
| 3  | 2015年11月13日 | セントルイス   | セントビンセント・グレナディーン | 5–1    | 6–1  | 2018 FIFAワールドカップ予選     |
| 4  | 2016年5月28日  | カンザスシティ | ボリビア                         | 1–0    | 4–0  | 親善試合                        |
| 5  | 2016年5月28日  | カンザスシティ | ボリビア                         | 3–0    | 4–0  | 親善試合                        |
| 6  | 2016年6月16日  | シアトル       | エクアドル                       | 2–0    | 2–1  | コパ・アメリカ・センテナリオ    |
| 7  | 2019年3月21日  | オーランド     | エクアドル                       | 1–0    | 1–0  | 親善試合                        |
| 8  | 2019年6月18日  | セントポール   | ガイアナ                         | 3–0    | 4–0  | 2019 CONCACAFゴールドカップ     |
| 9  | 2019年6月22日  | クリーブランド | トリニダード・トバゴ             | 2–0    | 6–0  | 2019 CONCACAFゴールドカップ     |
| 10 | 2019年6月22日  | クリーブランド | トリニダード・トバゴ             | 3–0    | 6–0  | 2019 CONCACAFゴールドカップ     |
| 11 | 2019年11月15日 | オーランド     | カナダ                           | 2–0    | 4–1  | 2019 CONCACAFネーションズリーグ |
| 12 | 2019年11月15日 | オーランド     | カナダ                           | 4–1    | 4–1  | 2019 CONCACAFネーションズリーグ |
| 13 | 2021年7月15日  | カンザスシティ | マルティニーク                   | 5–1    | 6–1  | 2021 CONCACAFゴールドカップ     |
| 14 | 2021年7月29日  | オースティン   | カタール                         | 1–0    | 1–0  | 2021 CONCACAFゴールドカップ     |

## タイトル
ロサンゼルス・ギャラクシー
- MLSカップ: 2014

コロンバス・クルー
- MLSカップ: 2020

アメリカ合衆国代表
- CONCACAFゴールドカップ: 2017, 2021

個人
- MLSオールスター: 2015